# Pseudotocepheus sexdentatus
Pseudotocepheus sexdentatus är en kvalsterart som först beskrevs av Trägårdh 1931.  Pseudotocepheus sexdentatus ingår i släktet Pseudotocepheus och familjen Tetracondylidae. Inga underarter finns listade i Catalogue of Life.